# Olândia (província)
Olândia, mais conhecida em português como Öland (em sueco: Öland; PRONÚNCIA), é uma ilha e província histórica da Suécia. 

Está situada na região da Gotalândia, no sul do país, e localizada no mar Báltico a 6 km da terra firme.

Embora sendo a segunda maior ilha da Suécia, é também a sua menor província. Ocupa 0,3% da superfície total do país, e tem uma população de 26 892 habitantes (2023).

Como província histórica, não possui atualmente funções administrativas, nem significado político, mas está todavia presente em contextos históricos, culturais, escolares, turísticos e desportivos, como por exemplo em Ölandsbladet (jornal diário), Ölands Bank (banco regional) e Ölands GK (clube de golfe).

## Etimologia e uso
O topônimo Öland deriva de øland (ilha), em sueco antigo. Aparece traduzido ao latim como Ølandia em 1178.
Em textos em português costuma ser usada a forma original Öland, e ocasionalmente a forma aportuguesada Olândia. 

| “ | Numa manhã de setembro de 1972, na remota ilha de Öland, na Suécia… | ” |

| “ | Olândia é uma ilha sueca conectada ao continente por uma ponte rodoviária de 5,7 km. | ” |

## Condados atuais
A província histórica da Olândia pertence administrativamente ao condado de Kalmar.

A Götaland
A província histórica da Olândia
O Condado de Kalmar

## Geografia
A Olândia é a menor província da Suécia, sendo ao mesmo tempo a segunda maior ilha do país. Está situada no mar Báltico, a pouca distância da costa da Småland, e é ligada a esta pela Ponte da Olândia, desde 1972. O clima é mais suave do que no continente e há relativamente pouca chuva. A agricultura tradicional produz beterraba-sacarina e morangos. Atualmente, o turismo tem uma grande importância, especialmente no verão. Está dividida entre as comunas de Borgolmo e Mörbylånga e seus principais assentamentos são Borgolmo, Färjestaden e Mörbylånga.
| - Limites: Norte, Sul e Leste – Mar Báltico, Oeste - Estreito de Kalmar - Condados: Condado de Kalmar - Colinas: Galgbacken (57 m) - Cidades: Borgholm - Localidades: Färjestaden e Mörbylånga |

## Comunicações

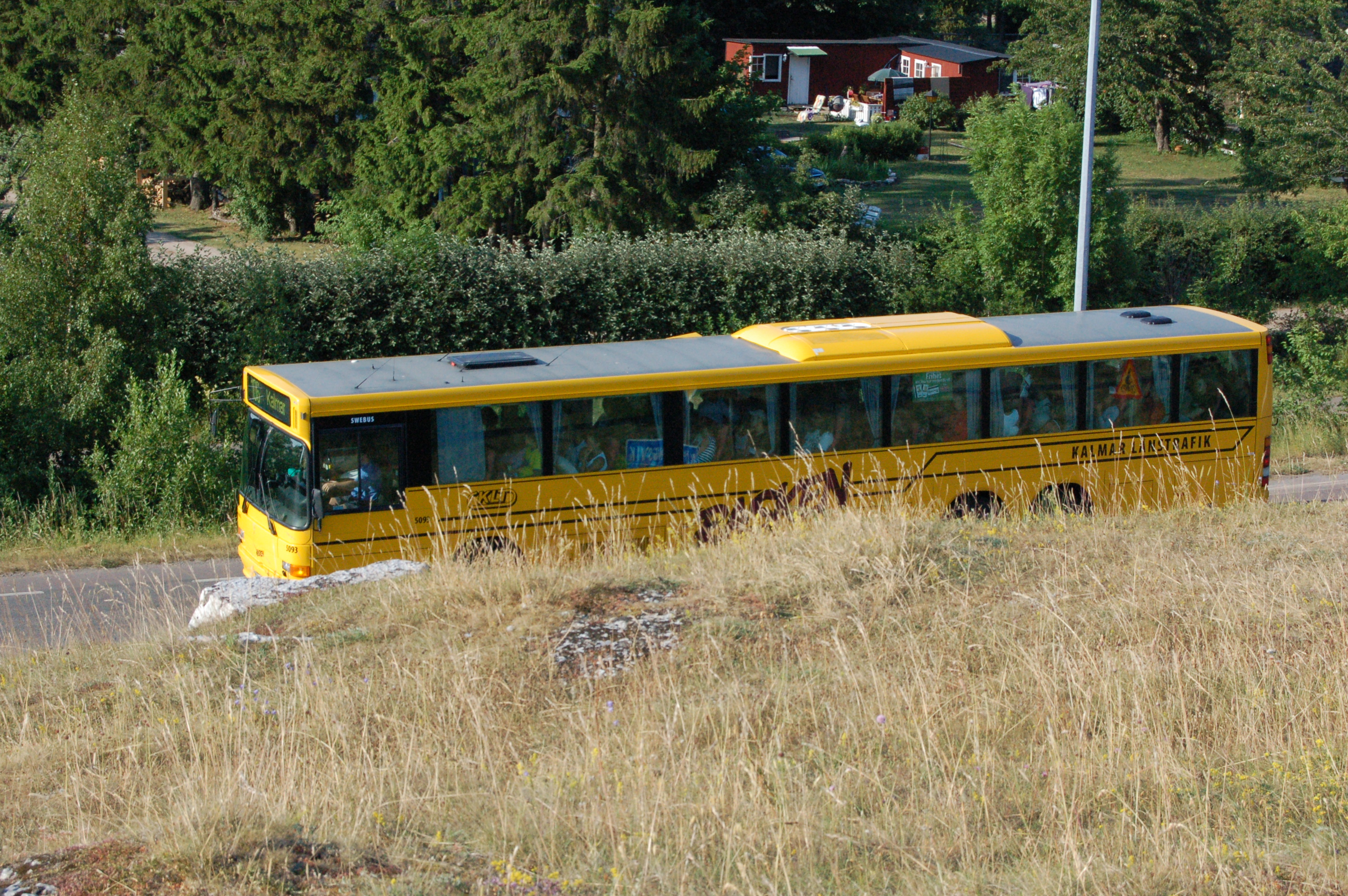
Autocarro regional (br: ônibus regional) na estrada 136.

A província da Öland é atravessada de norte a sul pela estrada local 136 (Väg 136), acompanhando o lado oeste da iilha, ligando o extremo norte (Långe Erik) à extremidade sul (Långe Jan), e passando pelas localidades de Borgholm, Färjestaden e Mörbylånga.

A ilha está ligada ao continente através da ponte da Olândia (Ölandsbron), uma ponte rodoviária que atravessa o estreito de Kalmar, conectando a localidade de Färjestaden, na propria Öland, à cidade de Kalmar, na província da Småland, na terra firme.

| - Estradas regionais: 136 - Ponte: Ponte da Olândia (Ölandsbron) |

## Património histórico, cultural e turístico
A ilha tem numerosos vestígios arqueológicos, sobretudo da Idade do Ferro (500–1 a.C.). Pensa-se que foi ocupada pelos Suíones durante a Era das Migrações Nórdicas (400–550 d.C.).
- Castelo de Borgolmo[20]
- Stora Alvaret[21]
- Palácio Solliden[22]
- Farol Långe Jan[23]
- Paisagem Agrícola do Sul da Olândia[24]
- Reservas naturais de Halltorps hage e de Ottenby

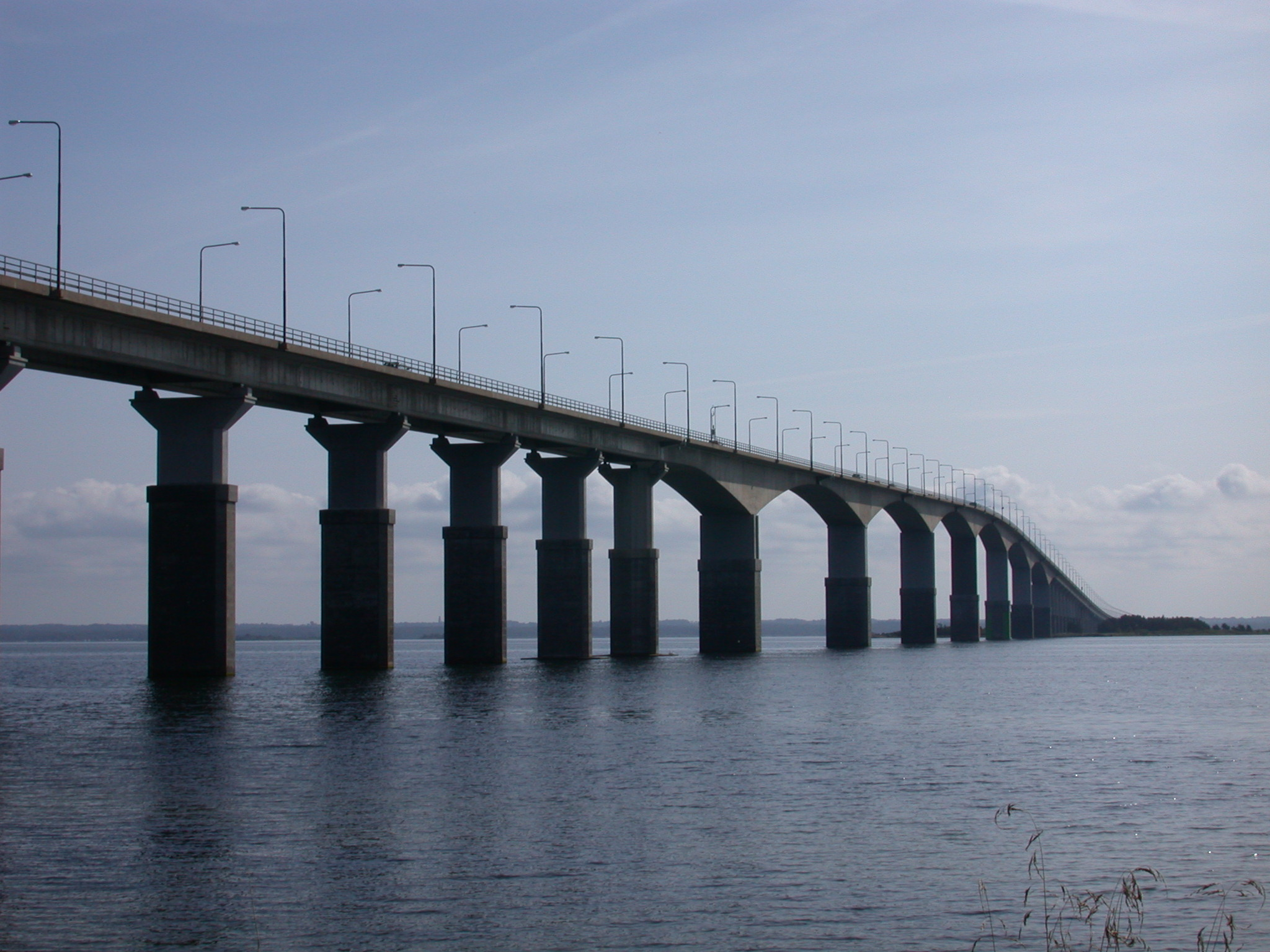
Ponte da Olândia
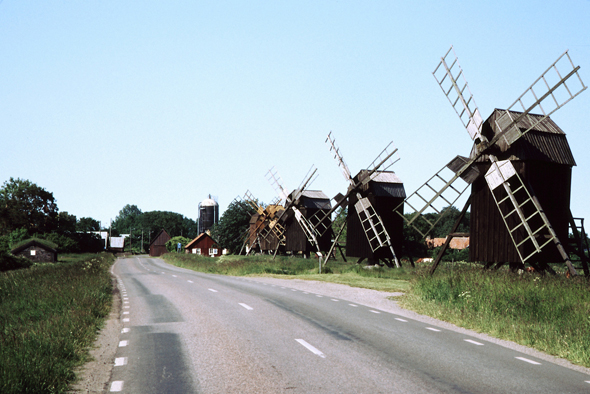
Moinhos de vento
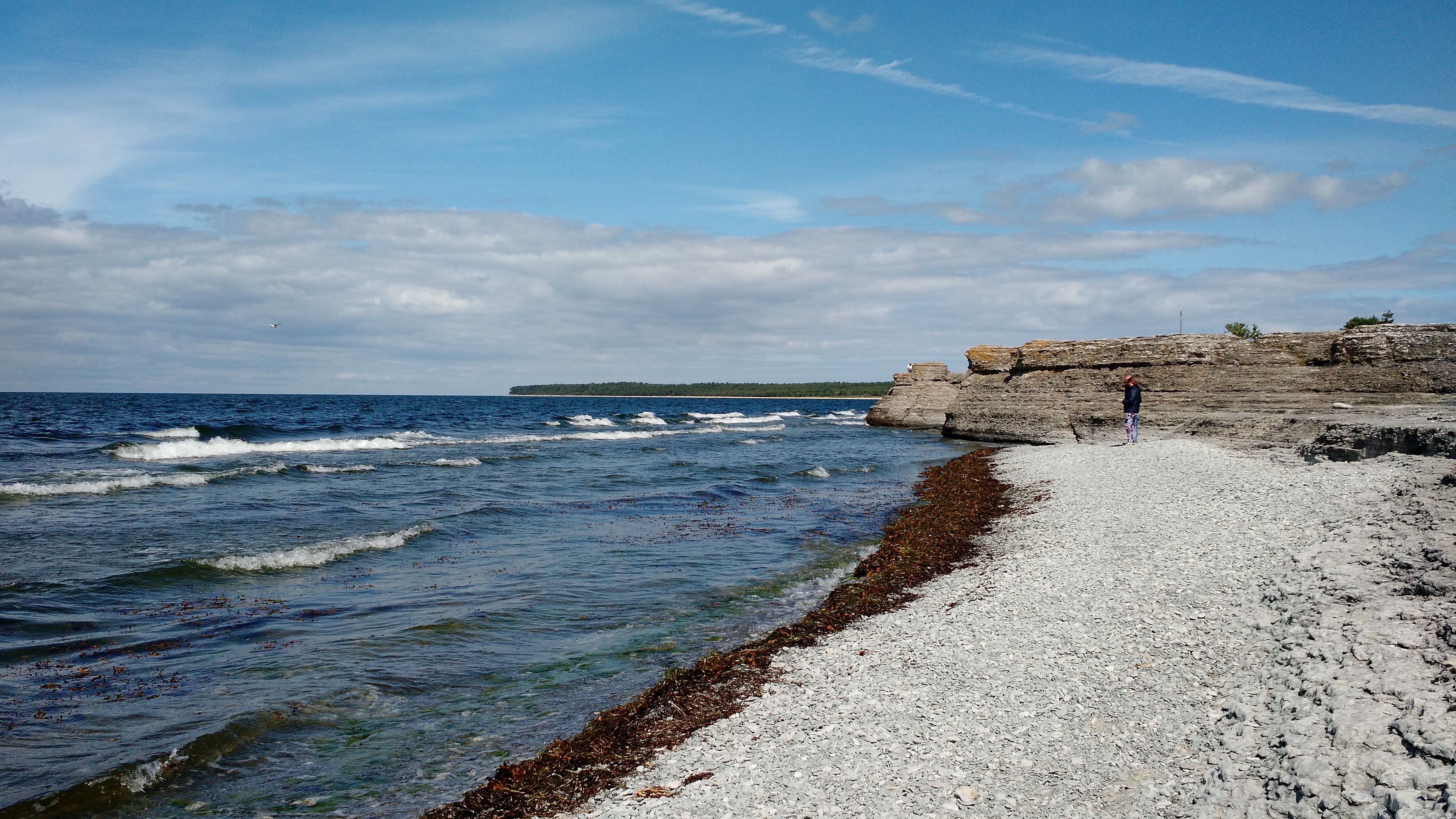
Costa, com pequenas falésias
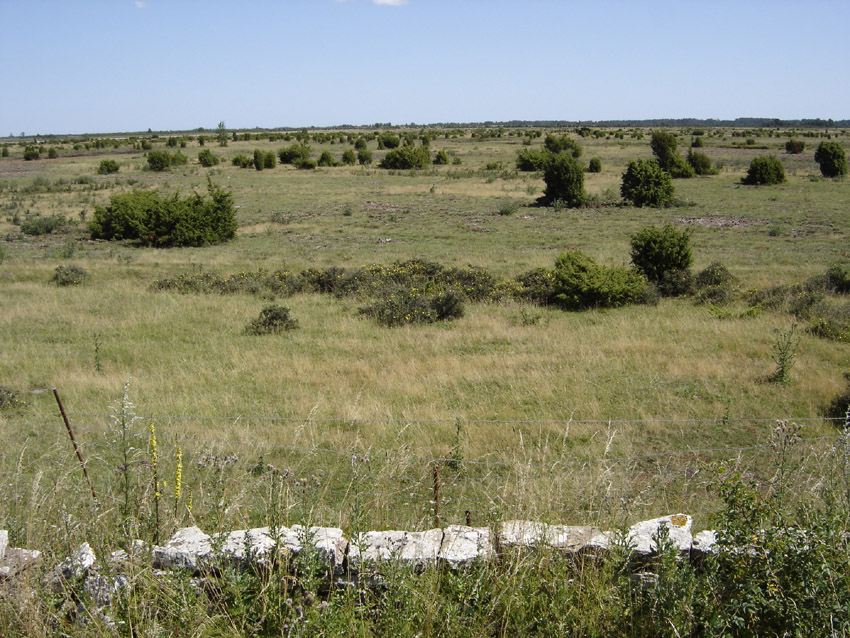
A planície Stora Alvaret